# Arthur Gómez
Arthur Gómez (* 12. Februar 1984 in Banjul) ist ein gambischer Fußballspieler äquatorialguineischer Abstammung, der auf der Position des Stürmers spielt.
Im Juli 2001 wechselte er zu Manchester United. Zur Zeit seines Transfers galt Gómez als einer der besten jungen Spieler der Welt. Da er jedoch keine Arbeitserlaubnis bekam, wurde er an verschiedene Klubs verliehen. Zunächst spielte er bei den belgischen Vereinen Royal Antwerpen (2002–2005) und KFC Dessel Sport (2005–2006), später beim chinesischen Verein FC Henan Construction Club (2006–2007). Seit Sommer 2007 ist Gómez vertragslos.